# 肯·瓦格納
亞伯特·肯楊·瓦格納（英語：Albert Kenyon Wagner，1954年3月30日—），美國籃球教練，前NCAA第二級楊百翰大學夏威夷分校教練，曾擔任中華台北女子籃球代表隊總教練。
瓦格納成長於墨西哥奇瓦瓦州Colonia Dublán，1979年自楊百翰大學畢業，進入利哈伊高中執教，1982年從猶他大學取得碩士學位，之後改到迪克西初級學院執掌兵符，從1990年起開始26年在楊百翰大學夏威夷分校的執教生涯，執教戰績為501勝241負，生涯執教戰績則為690勝314負。
2017年台北世大運中華女籃總教練，之後接下中華成人女籃總教練的位置。

## 外部連結
- 肯·瓦格納在fiba.basketball（英语）
- 肯·瓦格納在Eurobasket.com（教練）（英语）
- 肯·瓦格納在RealGM（教練）（英语）
- 肯·瓦格納的Facebook專頁